# Röhrenhof (Gemeinde)
Röhrenhof war ein Ort und eine Ruralgemeinde im königlich-bayerischen Landgericht Gefrees.

## Geschichte
Ursprünglich wurde nicht zwischen Hinterröhrenhof, Juliusthal und Vorderröhrenhof unterschieden. Im Jahr 1404 wurde der Ort als „Rorerhof“ erstmals urkundlich erwähnt. Das Bestimmungswort Rorer ist ein Personenname.
Zu Zeiten des Heiligen Römischen Reich Deutscher Nation gab es die Realgemeinde Röhrenhof, zu der Bruckmühle, Fornenmühle und Steinbühl gehörten. Gegen Ende des 18. Jahrhunderts bestand Röhrenhof (Hinter-, Mittel-, Vorder-) aus 7 Anwesen (1 Forsthaus, 1 Hammerwerk mit Wohnhaus, 1 Gut, 2 Gütlein, 1 Schmelz- und Hammerwerk, 1 Drahthammer). Die Hochgerichtsbarkeit stand dem bayreuthischen Stadtvogteiamt Berneck zu. Die Dorf- und Gemeindeherrschaft sowie die Grundherrschaft sämtlicher Anwesen hatte das Kastenamt Gefrees.
Von 1797 bis 1810 unterstand Röhrenhof dem Justiz- und Kammeramt Gefrees. Infolge des Ersten Gemeindeedikts wurde 1812 die Ruralgemeinde Röhrenhof gebildet. Zu dieser gehörten Hinterröhrenhof, Juliusthal und Vorderröhrenhof. Sie war in Verwaltung und Gerichtsbarkeit dem Landgericht Gefrees zugeordnet und in der Finanzverwaltung dem Rentamt Gefrees. Mit dem Zweiten Gemeindeedikt (1818) wurde Röhrenhof Teil der Ruralgemeinde Escherlich.